# Minyuanstadion
Het Minyuanstadion (民园广场) is een multifunctioneel stadion in Tianjin, een stad in China. In het stadion is plaats voor 18.000 toeschouwers. 
Het werd geopend in 1926. In 1985 werd het stadion gebruikt voor wedstrijden op het wereldkampioenschap voetbal onder 16. Het stadion werd gesloten in 2012 en na twee jaar weer geopend voor het publiek. Er worden geen wedstrijden meer gespeeld, het is sport- en recreatiepark geworden dat plaats biedt voor toeristische activiteiten en culturele tentoonstellingen.